# Équipe de Géorgie des moins de 17 ans de football
Maillots
L'équipe de Géorgie de football des moins de 17 ans est constituée par une sélection des meilleurs joueurs géorgiens de moins de 17 ans sous l'égide de la Fédération de Géorgie de football.

## Parcours

### Parcours en Championnat d'Europe
De 1982 à 1991, la Géorgie fait partie de l'URSS.
| - 1992 : Non inscrit - 1993 : Non inscrit - 1994 : Non inscrit - 1995 : Non qualifié - 1996 : Non qualifié - 1997 : 1er tour - 1998 : Non qualifié - 1999 : Non qualifié - 2000 : Non qualifié - 2001 : Non qualifié - 2002 : Quarts de finale - 2003 : Non qualifié - 2004 : Non qualifié - 2005 : Non qualifié - 2006 : Non qualifié - 2007 : Non qualifié - 2008 : Non qualifié - 2009 : Non qualifié - 2010 : Non qualifié - 2011 : Non qualifié |  | - 2012 : Demi-finale - 2013 : Non qualifié - 2014 : Non qualifié - 2015 : Non qualifié - 2016 : Non qualifié - 2017 : Non qualifié - 2018 : Non qualifié - 2019 : Non qualifié - 2020 - 2021 : Éditions annulées - 2022 : Non qualifié - 2023 : Non qualifié - 2024 : Non qualifié |

### Coupe du monde
| - 1985 : Non qualifié - 1987 : Non qualifié - 1989 : Non qualifié - 1991 : Non qualifié - 1993 : Non qualifié - 1995 : Non qualifié - 1997 : Non qualifié - 1999 : Non qualifié - 2001 : Non qualifié - 2003 : Non qualifié |  | - 2005 : Non qualifié - 2007 : Non qualifié - 2009 : Non qualifié - 2011 : Non qualifié - 2013 : Non qualifié - 2015 : Non qualifié - 2017 : Non qualifié - 2019 : Non qualifié - 2023 : Non qualifié |

## Anciens joueurs
- Khvicha Kvaratskhelia
- David Siradze
- Sandro Yachvili